# Hipoparatireoidismo
Hipoparatireoidismo é uma doença causada pela deficiência do hormônio da paratireóide (PTH) geralmente detectado através da hipocalcemia, seu primeiro achado clínico. 

## Causa
Sua causa mais frequente é o trauma cirúrgico, em cirurgias de tireóide, paratireóide e neoplasias de cabeça e pescoço. Seus efeitos podem ser transitórios ou definitivos. No pós operatório é vinte vezes mais comum o transitório que o definitivo. Doenças autoimunes das paratireóides são a segunda causa mais frequênte de hipoparatireoidismo. Outras possíveis causas são problemas genéticos, déficit de magnésio, doenças infiltrativas1, doenças de depósito e lesão por irradiação.

## Diagnóstico
O diagnóstico é feito laboratorialmente, pelo achado de níveis apropriadamente baixos de PTH, associados a baixos níveis de cálcio no sangue.  Outros exames comumente solicitados são: albumina (para cálculos de correção do cálcio), fósforo, magnésio, vitamina D e dosagem de cálcio em urina de 24h.
O hipoparatireodismo se refere a 4 diagnósticos no CID-10:
- E20.0 Hipoparatireoidismo idiopático
- E20.1 Pseudo-hipoparatireoidismo
- E20.8 Outro hipoparatireoidismo
- E89.2 Hipoparatireoidismo pós-procedimento

O pseudo-hipoparatireoidismo ou resistência tecidual à ação do PTH é uma doença hereditária rara, caracterizada por hipocalcemia e níveis normais ou altos de hormônio da paratireóide. 

## Sintomas
As manifestações clínicas da hipocalcemia aguda incluem espasmos musculares, tetania, parestesias e convulsões. O eletrocardiograma pode mostrar alterações da repolarização ventricular e aumento do intervalo QT. O hipoparatireoidismo crônico pode causar catarata, calcificação em núcleos da base no sistema nervoso central, com consequentes sintomas extrapiramidais e retardo mental.

## Tratamento
Em casos emergênciais recomenda-se a administração intravenosa de gluconato ou cloreto de cálcio. 
O tratamento de paciente fora da emergência é feito com admiistração de  vitamina D, principlamente na sua forma ativa (calcitriol)  pois ela tem papel importante na absorção gastrointestinal de cálcio e redução dos níveis de fósforo. Além deuma dieta rica em alimentos ricos em cálcio como verduras (exceto alface), legumes, cereais, banana e frutas secas., suplementos de cálcio podem ser necessários. 
Nos casos mais graves de hipoparatireoidismo definitivo, em que o tratamento com cálcio e vitamina D não são suficientes, a administração injetável por via subcutânea de uma nova forma de PTH recombinante (PHT-RT) foi eficaz em normalizar os níveis de cálcio. Esse novo medicamento é indicado apenas nos casos que não tem resposta adequada ao tratamento padrão, pois pode aumentar o risco de câncer ósseo (osteosarcoma) e não foi estudado nos casos de hipoparatireoidismo agudo pós-cirúrgico, além disso, não há evidências que essa medicação possa diminuir complicações a longo prazo.